# Blastobasidae
Blastobasidae es una familia de lepidópteros  pertenecientes a la superfamilia Gelechioidea con 430 especies conocidas. Antes era considerada una subfamilia de Coleophoridae, pero fue elevada a familia por Heikkilä et al. (2013).
Sus especies se pueden encontrar casi en cualquier parte del mundo, aunque en algunos lugares no son nativas pero han sido introducidas por los seres humanos. Las larvas de algunas especies del género Blastobasis se alimentan de insectos escamas. 

## Géneros
- Agnoea
- Asaphocrita
- Auximobasis
- Blastobasis
- Blastobasoides
- Calosima
- Coniogenes
- Critoxena
- Docostoma
- Eubolepia
- Euresia
- Exapateter
- Exinotis
- Holcocera
- Holcocerina
- Holcoceroides
- Homothamnis
- Iconisma
- Lateantenna
- Mastema
- Megaceraea
- Metallocrates
- Neoblastobasis
- Oroclintrus
- Pigritia
- Prosintis
- Pseudohypatopa
- Pseudopigritia
- Syncola
- Syndroma
- Tecmerium
- Xenopathia